# Batalla de Klúshino
La Batalla de Klúshino (Kłuszyn) se libró el 4 de julio de 1610 entre las fuerzas de la Mancomunidad de Polonia-Lituania y el Zarato moscovita durante la Guerra Polaco-Moscovita, parte del Período Tumultuoso ruso. Pese a verse la fuerza polaca superada en número, aseguró una victoria decisiva gracias a la competencia táctica del hetman Stanisław Żółkiewski y el valor de los húsares "alados" de élite polacos.

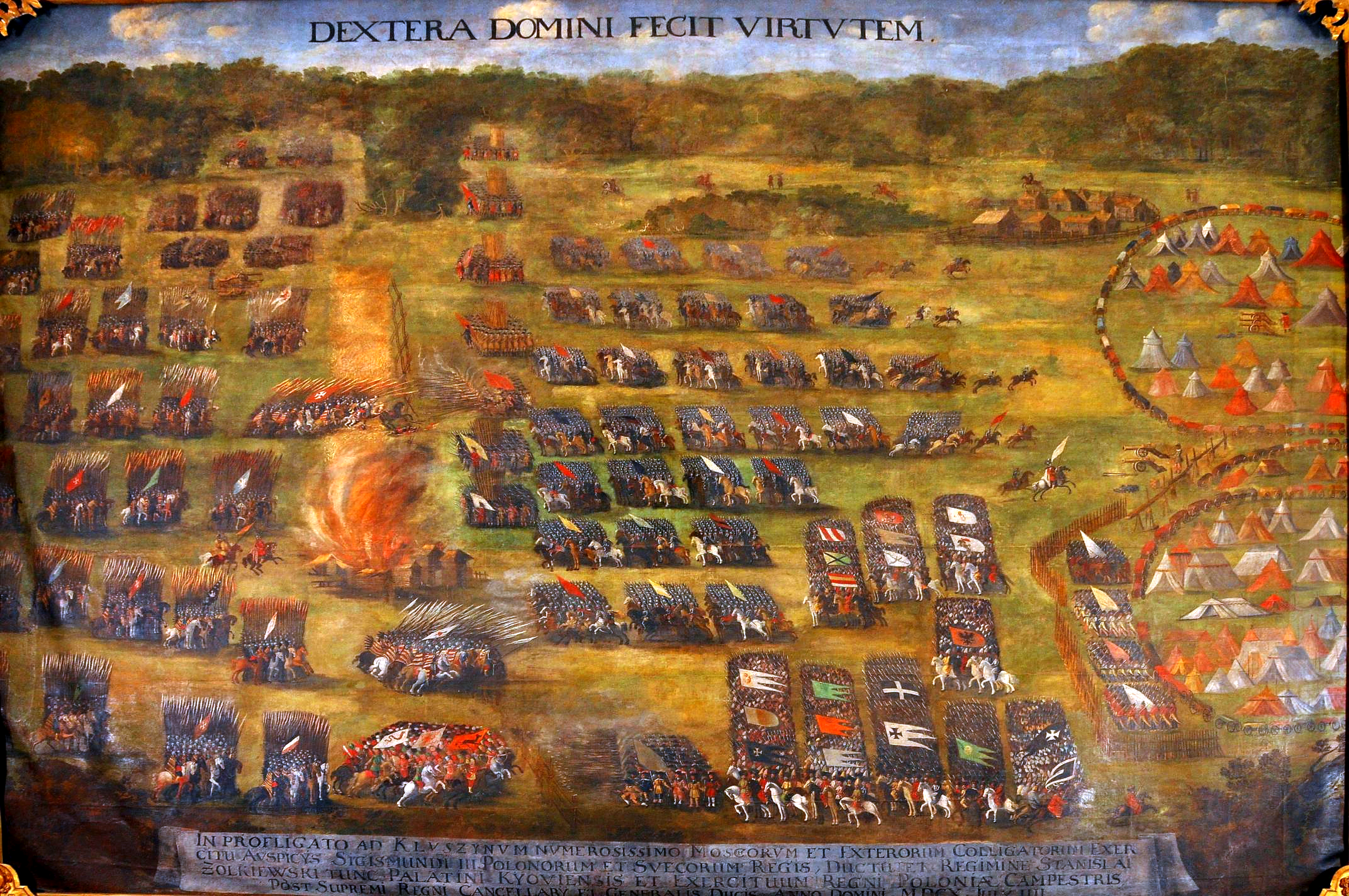
Batalla de Klúshino, por Szymon Boguszowicz (?-1644)

## Las fuerzas enfrentadas
Las fuerzas polacas sumaban unos 6500 hombres (de los cuales el 80% eran húsares "alados") bajo el mando del hetman Stanisław Żółkiewski y derrotaron a una fuerza numéricamente superior de alrededor de 35.000 - 48.000 soldados al mando de Dmitri Shuiski, Andréi Golitsyn y Danilo Mezecki, que incluían unos 5.000-10.000 mercenarios temporalmente aliados a los rusos, predominantemente finlandeses y suecos, con algunos regimientos de franceses, alemanes e ingleses dirigidos por Jacob De la Gardie. Incluyendo las fuerzas que no tomaron parte en el combate (permaneciendo en el campamento, en la reserva, o que se retrasaron), eran 12.300 polacos contra 48.000 rusos. Los polacos tenían dos cañones y los rusos 11.

## La batalla
El ejército ruso a las órdenes del príncipe Dmitri Shuiski iba de camino a Smolensk para levantar el asedio al que era sometida la ciudad, pero fue interceptado por las tropas polacas. Los rusos, sin embargo, no sabían cuál era el tamaño real de las tropas polacas y su ventaja numérica. Por otro lado, Zółkiewski confiaba en el poder de sus húsares y decidió presionar con el ataque. 
Los polacos intentaron atacar poco después del alba, pero perdieron el elemento de sorpresa, y los rusos fueron capaces de fortificar sus posiciones. Como consecuencia, en las etapas iniciales de la batalla el combate fue trabado en toda la línea. Esto se debió principalmente al hecho de que el campo de batalla estaba atravesado por una alta valla que sólo permitía cargar a los húsares por un tramo estrecho. La primera parte de la batalla consistió en repetidas cargas de los húsares que atacaban las posiciones fortificadas de los rusos, intentando romper sus líneas. Los polacos continuaron atacando agresivamente, de modo que, como asevera Samuel Maskiewicz, un testigo de una compañía de húsares, su unidad cargó entre ocho y diez veces.

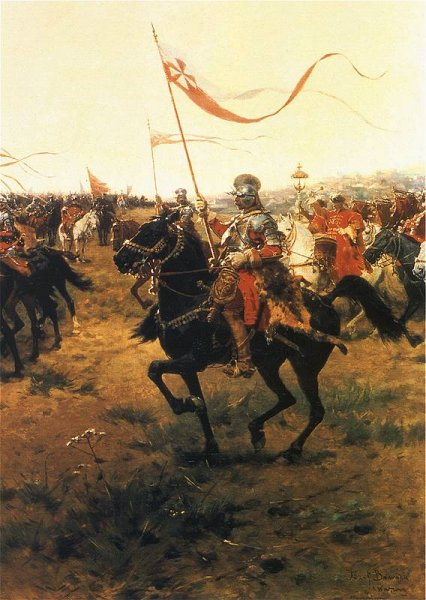
Húsar polaco, obra de Józef Brandt (1841-1915).

Cuando empezaron a difundirse los rumores sobre la deserción de los mercenarios extranjeros de los rusos hacia el bando polaco, la moral rusa se derrumbó y empezaron a huir. Un intento de contraataque por parte de la caballería rusa fue desbaratado por los polacos, y cuando las líneas rusas se rompieron, la infantería sufrió considerables bajas al huir de la caballería enemiga.
Mientras se desintegraba el centro del ejército, el ala derecha resistía hasta que se vio sobrepasada, y las fuerzas extranjeras del ala izquierda resistieron unas horas más. Finalmente, cuando llegaron la infantería polaca y la artillería, los mercenarios fueron forzados a abandonar su posición, y, en su retirada, sufrieron de nuevo cuantiosas bajas, aunque protegidos por los piqueros consiguieron llegar al refugio de su campamento, separado del de las fuerzas rusas. 
Tanto el campamento ruso como el de los mercenarios fueron rodeados, así como la infantería extranjera que se había refugiado en un bosque cercano. Sin embargo, aunque los rusos habían perdido en el campo de batalla, conservaban una fuerza suficiente para resistir en su campamento. Las tropas frescas que no habían participado en la batalla superaban en número a las tropas polacas al completo. Además, el ejército polaco estaba exhausto después de una larga marcha y un duro combate.
Żółkiewski intentó entonces entrar en negociaciones, sabiendo manejarlas brillantemente. Abandonados por los comandantes rusos, las tropas extranjeras mercenarias entablaron negociaciones de paz y finalmente se rindieron a los polacos. Podían volver a casa por sus medios, si juraban no volver a luchar por el Zarato Ruso contra la Mancomunidad de Polonia-Lituania. Varios centenares de entre ellos escogieron ponerse al servicio del ejército polaco.

## Consecuencias
El cuerpo principal del ejército ruso pudo retirarse entonces, ya que las tropas polacas estaban exhaustas y más interesadas en saquear el campamento. Los polacos consiguieron grandes cantidades de plata y oro, pieles y centenares de carruajes. El botín incluía varias banderas de mando y estandartes y equipo militar, incluyendo 11 piezas de artillería.
Debido parcialmente al mando incompetente y a la incluso peor coordinación de las fuerzas rusas, los polacos consiguieron la victoria. Zólkiewski volvió luego al sitio de Tsariovo-Záimishche, siendo Tsariovo-Záimishche la localidad en la que se encontraba un regimiento ruso al mando de Valúyev, que decidió rendirse al enterarse de la derrota de los refuerzos en Klúshino. Poco después de la batalla, Basilio IV de Rusia fue derrocado por los boyardos y Zolkiewski entró en Moscú con poca oposición. Los boyardos nombraron zar al príncipe polaco Vladislao IV Vasa. Había reclamado este título de zar desde 1610 a 1634 pero nunca llegó a sentarse en el trono.
La fortaleza rusa de Smolensk fue tomada el 3 de junio de 1611, después de 20 meses de sitio.

## Citas
De las memorias del hetman Żółkiewski:

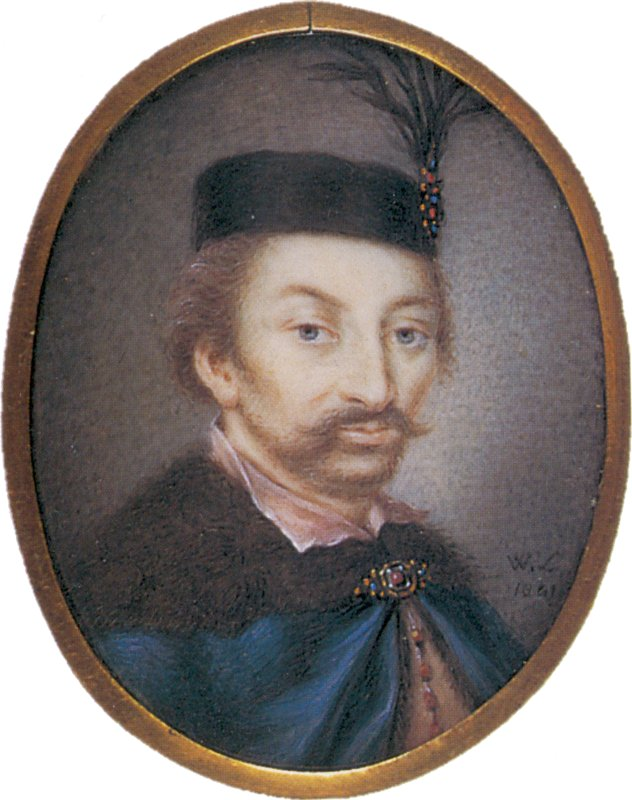
El hetman Stanisław Żółkiewski.

"La valla entre nosotros era larga... Había, sin embargo, huecos y cuando empezamos el ataque, tuvimos que romper a través de ellos. El muro era un serio obstáculo para nosotros, ya que Pontus había posicionado allí infantería que en gran manera obstaculizaba a nuestros hombres al entrar o salir a través de los huecos."
"La batalla duró mucho tiempo, tanto para nuestros hombres como para los de ellos... Llegaron los falconetes con algo de infantería, que hacían mucha falta. Los cañoneros descargaron los falconetes contra la infantería alemana que aguantaba en el muro, y nuestra infantería, que no era numerosa pero experimentada en muchas batallas, corrió hacia ellos."
"Entonces, cuando ya no había más infantes alemanes amenazándonos en el muro, una parte de las tropas de nuestra caballería, uniéndose, cargaron sobre la caballería extranjera con picas -aquellos que aún las tenían- y sables. Ellos, privados de protección de los soldados rusos, e incapaces de resistir, empezaron a escapar a su campamento. Pero también nuestros hombres fueron detrás de ellos, golpeando y tajando a través de su propio campamento.".
De una carta de Żółkiewski al rey:
"Era difícil cargar con la caballería, que estaba exhausta. No quedaba más infantería de refresco. Quedaba sólo mi regimiento y el del conde Jmielnicki, ya que teníamos que dejar al resto asediando el campamento de Carowa-Zajmiszcze, así que no hubo manera de continuar."
De las memorias de Maskiewicz:
"Según lo que recuerdo, que está más allá de lo creíble, que las compañías se las arreglaron para caer ocho o diez veces sobre el enemigo. (...) Después de las repetidas cargas y la lucha cuerpo a cuerpo con el enemigo, nuestro equipo estaba roto y nuestra fuerza dispersa. (…) Los caballos estaban también desfallecidos, ya que no habían recibido sustento desde el alba, y durante cuatro o cinco horas de batalla, habían servido con voluntad pero estaban llegando a los límites que impone la naturaleza."
"Viéndonos débiles, Szujski ordenó a dos compañías, que estaban en disposición de atacarnos, que lo hicieran y nos destruyeran. Por gracia de Dios, ellos se convirtieron en la razón de nuestra victoria. Al avanzar ellos, intercambiamos una salva de fuego, y cada línea de frente se retiró para cargar sus pistolas o arcabuces, mientras que la segunda línea avanzaba para disparar su salva. Viendo a su línea retirarse a cargar sus armas secundarias, no esperamos a la siguiente línea. Nos abalanzamos sobre ellos, espada en mano -si consiguieron recargar o no, yo no lo sé, porque fueron tomados por la retaguardia y no dejaron de correr hasta que llegaron a la reserva rusa en la puerta del campamento, donde sus diferentes formaciones ordenadas se enredaron caóticamente."
"Los moscovitas corrieron por gracia de Dios durante una milla, mientras nosotros les acuchillábamos y cogíamos a los más ricos, que intentaban huir con sus pertenencias." Bastantes más moscovitas cayeron en dos o tres millas de persecución que en la batalla."